# Une joie féroce
Une joie féroce est un roman de Sorj Chalandon publié en août 2019 aux éditions Grasset.

## Résumé
Le texte se présente comme le récit d'une jeune femme, Jeanne, qui tien(drai)t un journal : « J'étais une fille rieuse de 39 ans, honnête et travailleuse ». Elle vit à Paris avec Matt, et travaille dans la librairie d'Hélène. Cinq ans plus tôt, ils ont perdu leur fils, Jules, 7 ans, après une longue maladie incompréhensible. Leur couple n'est plus très fusionnel.
En décembre 2017, après une mammographie, un cancer du sein lui est détecté, et après ponction et ablation de tumeurs, elle doit suivre un traitement de chimiothérapie. Matt ne supporte pas la détérioration de la santé de Jeanne, et prend ses distances.
Jeanne trouve du réconfort dans la compagnie de Brigitte, rencontrée en chimio. Elle est assez vite adoptée par le trio de colocataires, Brigitte, Assia et Melody, particulièrement pour son quarantième anniversaire.
Même si elles partagent mal leurs mauvais souvenirs, elles s'accordent pour permettre à Melody de racheter sa fille Eva. C'est l'opération "Feu sacré", le braquage d'une bijouterie en travaux, place Vendôme, à Paris, à la manière du gang serbe de braqueuses. Alors, le 21 juillet 2018...
Gavroche est un canard colvert bien seul, condamné à suivre une famille de cygnes, au parc. Jeanne s'identifie à lui.

## Personnages

### Personnages principaux
- Jeanne, Jeanne Hervineau, Jeanne Doohan-Hervineau, Jeanne Pardon, Jeanne Funèbre, narratrice, 40 ans, née en 1977, libraire
- Brigitte, Brigitte Meneur, la cinquantaine, la Tondue, un peu de prison pour braquage raté, tenancière du bar-crêperie "Bro Gozh Ma Zadou"
- Assia, Assia Belouane, à peine la quarantaine, d'origine berbère, l'Arabe, colocataire de 5 ans de Brigitte et employée de son café-restaurant
- Melody, Melody Frampin, la trentaine, travaillant en onglerie, Eva la poupée

### Personnages secondaires
- Matt, Matthew (Doohan), d'origine franco-canadienne, mari de Jeanne, 10 ans plus âgé, né en 1967, et qui manque de courage pour supporter les conséquences du cancer de Jeanne ; ses collègues de l'agence commerciale : Farge...
  - leur fils Jules, mort à sept ans en 2012
- Tiziano, l'ancien ami de Brigitte, L'Argentin de mère guarani, ou Hervé de Mont-de-Marsan
  - Matias, fils de Brigitte et Tiziano, 18 ans en 2016, en rejet complet de sa mère
- Franck, l'ancien ami d'Assia, qu'elle a quitté, sans enfant
- Arseni, l'homme de Melody , Russe
  - Eva, la plus belle enfant du monde, enlevée par le père, emmenée en Russie, récupérable contre rançon
- Marka, Markaride Agopian, l'Arménienne, connaissance de prison de Brigitte
  - René, l'ami de Marka
- Pierre Perig Le Gwenn, pays et ami de Brigitte, commissaire de police, veuf
  - Driva Krasniqi, nouvelle gardienne de la paix stagiaire, d'origine kosovarde, perspicace, levant l'invisibilité du groupe de braqueuses serbes de bijouteries parisiennes
- le personnel médical : Dr Huez, Dr Hamm, Flavia l'oncologue, Bintou l'infirmière, Agathe, et les bénévoles (abeilles, Valentine, Rosane)
- le personnel de la librairie "Livres à vous" : Hélène, Clarisse, Nicolas...
- le personnel de la bijouterie...

## Réception
Le lectorat francophone est globalement favorable, à cette intrigue de « braquage sur fond de cancer et soins ambulatoires », moins percutant que les romans précédents, même si, pour une fois, il s'agit du courage de ces femmes, « jusqu'à la folie ».

## Source
- Entrez sans frapper, La Première RTBF (16 septembre 2019), Rencontre avec Sorj Chalandon pour son roman Une joie féroce